# 當字

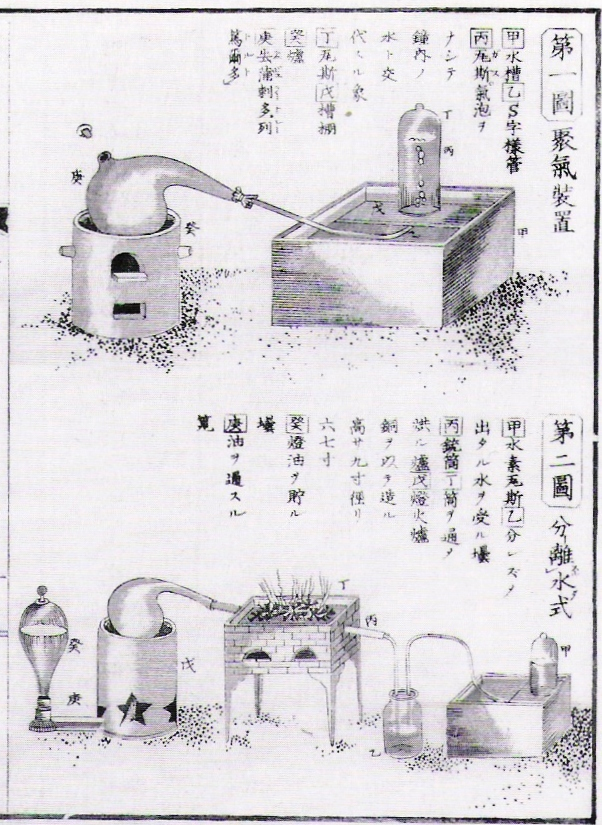
宇田川榕菴所著《舍密開宗》中的化学实验图。瓦斯等外来語就是用汉字表示的，旁边用振假名标注读音。

當字（日语：当て字、宛字、充て字）是指無視字本來的用法，借用來替代標示的漢字等文字。

## 简介
當字（当て字）一词，来源于（臨時當作用字），并且通常是借用漢字。
- 狹義上，無視漢字的字義，只考慮讀音來取借字，和假借用法相同。
- 廣義上，也包括無視漢字的讀音，只考慮字義來取借字，有時候被看作类似于转注的用法。日語的熟字訓也包含在內。

此外，由于汉字笔画复杂，常会有忘记正确写法采用简单写法甚至用数字代替的情况，即汉语中的別字。这也可以算作是假借的一种。
當字經常使用《學年別漢字配當表》（教育漢字）與《常用漢字表》內所沒有的漢字或讀音。基於法令規定，大眾媒體原則上會避免使用。
前一种借字，也包括一些代替带有侮辱、揶揄等恶意词语的同音字。

## 舉例
过去日本在翻译外语名詞时，常用汉字进行翻译（现多用片假名音譯），这些词语在日语与汉语中不甚相同；有些是借自漢語已有的譯名（如清代《海國圖志》等書中所用者），不過讀法則是原語的音譯，並非按漢字寫法逐字照讀。例如、三字各自在日語中的讀音，無法與（mekishiko，音譯自Mexico）相對應，但三字連起來卻讀作（熟字訓）。
- 与汉语同形的：希腊（／）、墨西哥（／）、基督（／、／）等；
- 与現代汉语不同的：德意志（／、／）、比利時（／）等等。有些在現代汉语中不再使用的词汇在日语中仍有残余。

有时候还会有音读训读混用的情况：乌拉圭（／），是音讀，而是訓讀。
另外，还有对的借字，比如表示「大概」的／、咖啡（／）等等。
夏目漱石是日本著名作家，他使用了许多的借字：比如表示很多的／、浪漫（／）。